# Pleasanton, Iowa
Pleasanton là một thành phố thuộc quận Decatur, tiểu bang Iowa, Hoa Kỳ. Năm 2010, dân số của thành phố này là 49 người.

## Dân số
Dân số qua các năm:
- Năm 2000: 37 người.
- Năm 2010: 49 người.